# Ochanella
Ochanella är ett släkte av fjärilar. Ochanella ingår i familjen ädelspinnare.
Kladogram enligt Catalogue of Life:
| Ochanella | \| \| Ochanella hova \| \| \| \| \| \| Ochanella tsaratanensis \| \| \| \| |
|           | \| \| Ochanella hova \| \| \| \| \| \| Ochanella tsaratanensis \| \| \| \| |
|           | Ochanella hova                                                             |
|           |                                                                            |
|           | Ochanella tsaratanensis                                                    |
|           |                                                                            |